# Robert Adamson (Schauspieler)
Robert Gillespie Adamson IV (* 11. Juli 1985 in Salt Lake City, Utah) ist ein US-amerikanischer Schauspieler.

## Leben
Adamson wurde während seiner Schulzeit auf die Schauspielerei aufmerksam. Er besuchte bis 2005 die American Academy of Dramatic Arts. Mit 18 zog er nach Hollywood.
Seine ersten Rollen war in den Serien Cold Case – Kein Opfer ist je vergessen als Frank und in It’s Always Sunny in Philadelphia als Trey. Danach war er in dem Horrorfilm Dr. Chopper zu sehen. Bekannt wurde er durch die Rolle des Charles Antoni in der ABC-Family-Fernsehserie Lincoln Heights, in der er von 2007 bis 2009 zu sehen war. Im Jahr 2009 spielte er neben Demi Lovato und Selena Gomez die Rolle des Donny in dem Disney Channel Original Movie Prinzessinnen Schutzprogramm. Danach folgte einen Gastauftritt in der Disney-Channel-Fernsehserie Sonny Munroe, in der Lovato die Hauptrolle spielt. Als Nächstes war er in drei Folgen von Jonas L.A. zu sehen.
2012 war er in der Telenovela Hollywood Heights als Phil Sanders zu sehen. Von Oktober 2012 bis Februar 2020 verkörperte Adamson die Rolle des Noah Newman in der Soap Schatten der Leidenschaft. Zuvor wurde die Rolle von Kevin Schmidt gespielt.

## Filmografie (Auswahl)
- 2005: Cold Case – Kein Opfer ist je vergessen (Cold Case, Fernsehserie, Episode 2x18)
- 2005: It’s Always Sunny in Philadelphia (Fernsehserie, Episode 1x03)
- 2007–2009: Lincoln Heights (Fernsehserie, 43 Episoden)
- 2009: Prinzessinnen Schutzprogramm (Princess Protection Program, Fernsehfilm)
- 2009: Sonny Munroe (Sonny With a Chance, Fernsehserie, Episode 1x16)
- 2010: Jonas L.A. (Fernsehserie, 3 Folgen)
- 2012: Hollywood Heights (Telenovela, 80 Folgen)
- 2012–2020: Schatten der Leidenschaft (The Young and the Restless, Fernsehserie)
- 2013: Pop Star: Charts Top, Schule Flop! (LIP Serivice)